# Orlando Quintana García
Orlando Quintana és un futbolista professional canari, que ocupa la posició de porter. Va néixer a Las Palmas el 25 de març de 1978.

## Trajectòria esportiva
Comença a destacar a la UD Las Palmas, amb qui debuta a primera divisió a la temporada, jugant 10 partits. Els canaris baixen a Segona Divisió eixa campanya, i Orlando Quintana mantindra la posició de segon porter durant dues campanyes més.
Posteriorment, militaria a altres equips de Segona Divisió, com el Celta de Vigo o la Lorca Deportiva, sent suplent en ambdós casos.